# 波氏河馬長頜魚
波氏河馬長頜魚，為輻鰭魚綱骨舌魚目象鼻魚科的其中一種。分布於非洲幾內亞、獅子山及賴比瑞亞的淡水流域，棲息於水底，具有發電器官，用來偵測獵物，本魚身體通常黑色或雜色，在第一個背鰭與臀鰭的少數鰭條之間具深色垂直條紋，背鰭軟條29-34枚，臀鰭軟條26-33枚，體長可達25公分。